# Brunettia concubinalis
Brunettia concubinalis är en tvåvingeart som beskrevs av Duckhouse 1991. Brunettia concubinalis ingår i släktet Brunettia och familjen fjärilsmyggor. Inga underarter finns listade i Catalogue of Life.